# Manfred Maus

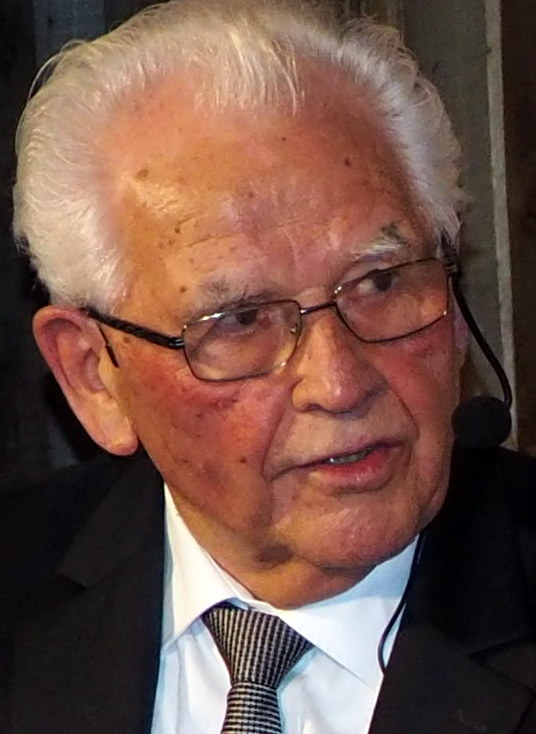
Manfred Maus, Obi-Gründer

Manfred Maus (* 26. April 1935 in Gottmadingen) ist ein deutscher Unternehmer und Mitgründer der Baumarktkette Obi.

## Leben
Manfred Maus machte eine Ausbildung in einer Eisenwarenhandlung, daraufhin studierte er in Wuppertal Betriebswirtschaft. 1958 trat er in die Firma Lux seines späteren Partners Emil Lux ein. Zusammen mit Emil Lux und Klaus Birker gründete Manfred Maus 1970 den inzwischen viertgrößten Baumarktbetreiber der Welt, Obi. Seitdem wuchs das Unternehmen auf 670 Geschäfte (Stand 2020).
Obi ist Branchenführer in Deutschland und besitzt einen Bekanntheitsgrad von 98 Prozent in der Bevölkerung. Inzwischen gibt es nicht nur in Deutschland Filialen, auch in Italien, Österreich, Polen, Schweiz, Slowenien, Tschechien und Ungarn gibt es den Obi-Baumarkt, dessen Markenzeichen der Biber ist. Eine vorübergehende Geschäftstätigkeit in der VR China wurde beendet. Maus ist Vorsitzender der SMT GmbH Maus Consulting & Services in Wermelskirchen.
Seit 2013 ist Maus neuer Vorsitzender der Diözesangruppe Köln des Bundes Katholischer Unternehmer (BKU) und damit der größten Regionalgruppe des BKU. In dieser Funktion hat er sich auch für eine stärkere Zusammenarbeit mit evangelischen Christen, insbesondere mit dem Kongress christlicher Führungskräfte, eingesetzt.
Manfred Maus ist verheiratet und hat drei Kinder.

## Auszeichnungen
Er erhielt 1997 den Goldenen Zuckerhut der Lebensmittel Zeitung als Manager mit Visionen und wurde  1998 zum Ökomanager des Jahres ernannt.
Manfred Maus erhielt für sein Lebenswerk im Oktober 2004 den Lifetime-Award des Hauptverbandes des Deutschen Einzelhandels (HDE) verliehen. Er ist seit dem 28. Mai 1999 Träger des Bundesverdienstkreuzes und seit dem 27. April 2002 der Verdienstmedaille des Landes Baden-Württemberg. Manfred Maus ist zudem Ehrenmitglied der Vollversammlung der IHK Köln, Ehrenpräsident des Deutschen Franchise-Verbandes. Des Weiteren ist Manfred Maus Ehrenbürger der Stadt Wermelskirchen und seit 2006 Mitglied des Stiftungsrats der Peter Ustinov Stiftung.